# Ледли, Джо
Джо́зеф Кри́стофер Ле́дли (англ. Joseph Christopher Ledley; 21 января 1987, Кардифф, Уэльс), более известный как Джо Ле́дли (англ. Joe Ledley) — валлийский футболист, игрок австралийского клуба «Ньюкасл Джетс». Выступал за национальную сборную Уэльса. Выступает на позициях центрального полузащитника или левого вингера.

## Ранние годы
Ледли родился 27 января 1987 года в столице Уэльса — Кардиффе. Детство провёл в западном районе города, Фэйруотере. Там же получил образование в средней школе «Кантония» (англ. Cantonian High School).

## Клубная карьера

### «Кардифф Сити»

#### Первые годы в клубе
Джо с детства являлся поклонником клуба из своего родного города, «Кардифф Сити». В возрасте девяти лет Ледли был зачислен в Академию «ласточек». С первых дней в «Сити» патронаж над молодым талантливым футболистом взял бывший в то время капитаном первой команды, Грэм Кавана — он помогал Джо советами, как в игровом, так и в бытовом плане.
Пройдя все молодёжные команды «Кардиффа», 1 сентября 2004 года молодой полузащитник подписал с клубом свой первый профессиональный контракт. Дебют Ледли в первом составе «ласточек» состоялся уже 21 сентября — в тот день соперником «Сити» был «Милтон-Кинс Донс». Матч был сыгран в рамках второго раунда Кубка английской лиги, «Кардифф» уверенно победил — 4:1.
16 октября Джо впервые вышел в футболке «Сити» в матче Чемпионшипа, в котором его клуб встречался с «Ротерем Юнайтед». 2 ноября, поразив ворота «Вест Хэм Юнайтед», Ледли открыл счёт своим мячам за «Кардифф».
По окончании сезона 2006/07 Джо был удостоен приза «Лучший гол года» за свой точный удар в поединке с «Барнсли», состоявшемся 5 августа 2006 года.

#### Сезон 2007/08
Ледли начал сезон 2007/08, находясь в отличной форме — за первые четыре месяца этого футбольного года он несколько раз удостаивался звания «Игрока матча». В октябре 2007 года Джо подписал с «Кардиффом» новое 2-летнее соглашение о сотрудничестве.
В декабре того же года к руководству «Сити» обратились представители клуба «Вулверхэмптон Уондерерс» с предложением по выкупу прав на валлийца. Сумма предполагаемого трансфера равнялась 2,5 миллионам фунтов стерлингов, и она могла быть увеличена ещё на миллион в зависимости от выступлений Ледли за «волков». «Сити» отклонил предложение «Вулверхэмптона», попутно повысив зарплату Джо. Следующим потенциальным новым работодателем Ледли стал представитель Премьер-лиги, «Эвертон», который также заявил о своём интересе к полузащитнику и сделал предложение «Кардиффу» в размере 3,5 миллионов. Руководство «ласточек» вновь ответило отказом и объявило, что переговоры по валлийцу будут вестись лишь с теми клубами, которые дадут за Джо пять миллионов фунтов.
На все спекуляции вокруг своей персоны ответил и сам Ледли, заявив, что хотел бы остаться в «Кардиффе», однако он вряд ли сможет устоять, если поступит предложение от «большой» команды. В конце зимнего трансферного окна сезона 2007/08 «Эвертон» вновь предпринял попытку пополнить валлийцем свои ряды, но «ирисок» опять ждал отказ «Сити».
12 февраля в матче против «Ковентри Сити» Джо получил повреждение подколенного сухожилия, выбыв из строя почти на два месяца. Прежнего Ледли болельщики «ласточек» увидели 6 апреля того же года в полуфинальном поединке Кубка Англии с «Барнсли». В этой встрече «Кардифф» победил с минимальным счётом 1:0, единственный гол забил Джо, выведя свою команду в первый с 1927 года финал официального турнира. Внеся весомый вклад в успех своего клуба, Ледли позже был признан «Игроком раунда» национального Кубка. Тем не менее «Кардифф» не смог завоевать трофей, проиграв в финальной встрече «Портсмуту».
По итогам сезона Ледли наряду с Полом Пэрри стал лучшим бомбардиром «Сити», забив во всех официальных турнирах 11 мячей.

#### Сезон 2008/09
1 сентября 2008 года Джо вновь оказался в центре трансферных пересудов — на этот раз в «Кардифф» обратилось руководство «Сток Сити» с предложением шести миллионов фунтов за игрока. «Сити» остался непреклонным и отказал «гончарам».
7 октября болельщики клуба во второй раз подряд признали Ледли лучшим игроком «Кардиффа» в минувшем сезоне. Свой первый гол в футбольном году 2008/09 Джо забил 15 ноября, поразив ворота «Кристал Пэлас». В том же матче валлиец получил вывих пальца ноги. Позже выяснилось, что повреждение оказалось более серьёзным и требовало хирургического вмешательства, врачи настаивали, что Ледли должен месяц провести на больничной койке. Однако сам футболист заявил о желании помочь команде несмотря на свою травму. На следующий поединок «Кардиффа», против «Суонси Сити», Ледли вышел с гипсом на повреждённом пальце и на 45-й минуте игры забил красивый гол, перекинув с дальней дистанции далеко вышедшего из ворот голкипера «лебедей». Этот мяч впоследствии был признан «Лучшим голом сезона» в Чемпионшипе. 6 декабря 21-летний Джо впервые вывел свою команду на поле с капитанской повязкой, вследствие травмы капитана «Кардиффа», Даррена Пёрса и дисквалификации вице-капитана, Стивена Макфэйла.
В январе 2009 года Ледли был признан «Игроком месяца». 25 января на матч четвёртого раунда Кубка Англии против «Арсенала» Джо вновь вышел на поле в качестве капитана «ласточек».
В зимнее трансферное окно сезона 2008/09 заполучить валлийца в свои ряды попытался «Вест Хэм Юнайтед», предложив «Кардиффу» за футболиста 5 миллионов фунтов — в «Сити» не захотели расставаться с одним из лидеров своей команды и отказали «молотобойцам». Практически сразу к руководству «ласточек» обратился «Уиган Атлетик» — клуб из Большого Манчестера готов был заплатить за Ледли 4 миллиона фунтов и в придачу отдать Джейсона Кумаса. Ответ «ласточек» вновь был отрицательным.
До конца сезона Джо оставался капитаном «Кардиффа». По итогам футбольного года он вошёл в символическую сборную Чемпионшипа.

#### Сезон 2009/10
В связи с тем, что контракт Ледли истекал по окончании сезона 2009/10, в прессе начали распространяться слухи, «сватающие» валлийца в ту или иную команду. Наиболее вероятным новым работодателем Джо назвали «Халл Сити», наставник которого, Фил Браун, был замечен на предсезонном матче «ласточек» с шотландским «Селтиком». Но конкретных предложений по Ледли так и не поступило.
Начало нового сезона валлиец встретил сильнейшим гриппом, которым он заболел на предсезонном сборе команды. Главный тренер «ласточек», Дейв Джонс, учитывая это, в стартовом поединке футбольного года против «Сканторп Юнайтед» заменил Ледли уже после первой половины игры. 18 августа 2009 года Джо сыграл двухсотый матч в составе «Кардиффа» — в тот день соперником «ласточек» был клуб «Плимут Аргайл».
2 сентября руководство «Сити» предложило Ледли новое 4-летнее соглашение о сотрудничестве, которое полузащитник отклонил, дав понять, что намерен покинуть команду.
26 сентября в матче против «Шеффилд Уэнсдей» валлиец впервые в своей профессиональной карьере был удалён с поля.

В связи с неудачным выступлением «Кардиффа» в ноябре 2009 года Ледли стал главным объектом критики, которой подверг команду президент клуба, Питер Ридсдейл, заявивший следующее: 
Не спрашивайте меня, почему Джо не подписывает новый контракт — я и сам этого не знаю. Но я знаю, что все эти пересуды по поводу его будущего сказываются на его действиях на поле с резко отрицательной стороны.
 Тем не менее главный тренер «Сити», Дейв Джонс, и капитан, Марк Хадсон, высказались в защиту валлийца, рассказав, что «бледная игра полузащитника связана лишь с необходимой операцией из-за травмы бедра, полученной им ещё три месяца назад». 9 декабря пресс-служба «Кардиффа» подтвердила информацию о необходимости хирургического вмешательства, но Джо отказался ложиться под нож врачей, заявив, что в данный момент он нужен команде и не под каким предлогом не может сейчас пропускать игры «Сити».
28 декабря полузащитник оформил «дубль» в матче «ласточек» с «Питерборо Юнайтед». 29 января 2010 года валлийцу была всё же сделана операция на бедре. Восстановление Ледли заняло два месяца.
Свой первый матч после операции Джо сыграл 3 апреля, когда его команда встречалась со «Суонси Сити». 17 апреля Ледли забил гол в ворота «Куинз Парк Рейнджерс», принеся победу «Кардиффу» с минимальным счётом 1:0. Этот успех означал, что «Сити» обеспечил себе участие в играх плей-офф за право выступления в Высшем дивизионе Англии. В поединках на вылет «Кардифф» дошёл до финала, переиграв в двух матчах по результатам серии послематчевых пенальти «Лестер Сити». В решающей игре «ласточки» встречались с «Блэкпулом». Ледли забил один из голов своей команды в этом матче, но это не помогло «Кардиффу» — валлийский клуб проиграл со счётом 2:3 и не смог выйти в Премьер-лигу.

### «Селтик»
По окончании сезона 2009/10 контракт Джо с «Сити» закончился, и он стал свободным агентом. В прессе возможными новыми работодателями полузащитника называли английские «Вест Бромвич Альбион» и «Сток Сити», итальянскую «Рому».
12 июля 2010 года Ледли перебрался в Шотландию, где подписал 4-летний контракт с глазговским «Селтиком».
Дебют валлийца в первом составе «кельтов» состоялся 28 июля 2010 года, когда в рамках 3-го квалификационного раунда Лиги чемпионов «бело-зелёные» встречались с португальской «Брагой». 22 августа Ледли впервые отличился голом за «Селтик», проведя мяч в ворота «Сент-Миррена» в поединке в рамках шотландской Премьер-лиги.

### Клубная статистика
| Клуб                    | Сезон                   | Чемпионат | Чемпионат | Кубок | Кубок | Кубок Лиги | Кубок Лиги | Плей-офф Лиги | Плей-офф Лиги | Еврокубки | Еврокубки | Итого | Итого |
| Клуб                    | Сезон                   | Игры      | Голы      | Игры  | Голы  | Игры       | Голы       | Игры          | Голы          | Игры      | Голы      | Игры  | Голы  |
| ----------------------- | ----------------------- | --------- | --------- | ----- | ----- | ---------- | ---------- | ------------- | ------------- | --------- | --------- | ----- | ----- |
| Кардифф Сити            | 2004/05                 | 28        | 3         | 1     | 0     | 3          | 0          | —             | —             | —         | —         | 32    | 3     |
| Кардифф Сити            | 2005/06                 | 42        | 3         | 1     | 0     | 2          | 1          | —             | —             | —         | —         | 45    | 4     |
| Кардифф Сити            | 2006/07                 | 46        | 3         | 2     | 0     | 1          | 0          | —             | —             | —         | —         | 49    | 3     |
| Кардифф Сити            | 2007/08                 | 40        | 10        | 4     | 1     | 3          | 0          | —             | —             | —         | —         | 47    | 11    |
| Кардифф Сити            | 2008/09                 | 40        | 4         | 3     | 1     | 3          | 0          | —             | —             | —         | —         | 46    | 5     |
| Кардифф Сити            | 2009/10                 | 29        | 3         | 3     | 0     | 1          | 0          | 3             | 1             | —         | —         | 36    | 4     |
| Всего за «Кардифф Сити» | Всего за «Кардифф Сити» | 225       | 26        | 14    | 2     | 13         | 1          | 3             | 1             | 0         | 0         | 255   | 30    |
| Селтик                  | 2010/11                 | 29        | 2         | 4     | 3     | 4          | 1          | —             | —             | 4         | 0         | 41    | 6     |
| Селтик                  | 2011/12                 | 32        | 7         | 4     | 1     | 4          | 0          | —             | —             | 6         | 1         | 46    | 9     |
| Селтик                  | 2012/13                 | 20        | 5         | 2     | 1     | 3          | 0          | —             | —             | 9         | 1         | 34    | 7     |
| Всего за «Селтик»       | Всего за «Селтик»       | 81        | 14        | 10    | 5     | 11         | 1          | 0             | 0             | 19        | 2         | 121   | 22    |
| Всего за карьеру        | Всего за карьеру        | 306       | 40        | 24    | 7     | 24         | 2          | 3             | 1             | 19        | 2         | 376   | 52    |

(откорректировано по состоянию на 31 марта 2013)

## Сборная Уэльса
С 2003 года Ледли защищал цвета различных молодёжных сборных Уэльса.
Дебют полузащитника в первой валлийской команде состоялся 7 сентября 2005 года, когда «драконы» в рамках отборочного турнира к чемпионату мира 2006 года встречались с Польшей.
Спустя два года, 17 октября 2007 года, поразив ворота Сан-Марино, Ледли открыл счёт своим голам в сборной Уэльса. В 2008 году Джо был вызван в молодёжную национальную команду, чтобы помочь молодым «драконам» пробиться на мировое первенство среди молодёжных команд 2009, но травма спины, полученная полузащитником, помешала этому.
29 мая 2009 года 22-летний Ледли вывел сборную Уэльса на матч против Эстонии с капитанской повязкой, что сделало его самым молодым капитаном национальной команды за всю её историю.

### Матчи и голы за сборную Уэльса
| №  | Дата             | Место                                                             | Оппонент             | Счёт | Голы Ледли | Соревнование                                                      |
| 1  | 7 сентября 2005  | Стадион Войска Польского, Варшава, Польша                         | Польша               | 0:1  | —          | Отборочный матч чемпионата мира по футболу 2006                   |
| 2  | 1 марта 2006     | «Миллениум», Кардифф, Уэльс                                       | Парагвай             | 0:0  | —          | Товарищеский матч                                                 |
| 3  | 27 мая 2006      | «UPC-Арена», Грац, Австрия                                        | Тринидад и Тобаго    | 2:1  | —          | Товарищеский матч                                                 |
| 4  | 15 августа 2006  | «Либерти», Суонси, Уэльс                                          | Болгария             | 0:0  | —          | Товарищеский матч                                                 |
| 5  | 2 сентября 2006  | «На Стинадлех», Теплице, Чехия                                    | Чехия                | 1:2  | —          | Отборочный матч чемпионата Европы по футболу 2006                 |
| 6  | 5 сентября 2006  | «Уайт Харт Лейн», Лондон, Англия                                  | Бразилия             | 0:2  | —          | Товарищеский матч                                                 |
| 7  | 7 октября 2006   | «Миллениум», Кардифф, Уэльс                                       | Словакия             | 1:5  | —          | Отборочный матч чемпионата Европы по футболу 2006                 |
| 8  | 11 октября 2006  | «Миллениум», Кардифф, Уэльс                                       | Кипр                 | 3:1  | —          | Отборочный матч чемпионата Европы по футболу 2006                 |
| 9  | 14 ноября 2006   | «Рейскорс Граунд», Рексем, Англия                                 | Лихтенштейн          | 4:0  | —          | Товарищеский матч                                                 |
| 10 | 24 марта 2007    | «Кроук Парк», Дублин, Ирландия                                    | Ирландия             | 0:1  | —          | Отборочный матч чемпионата Европы по футболу 2006                 |
| 11 | 26 мая 2007      | «Рейскорс Граунд», Рексем, Англия                                 | Новая Зеландия       | 2:2  | —          | Товарищеский матч                                                 |
| 12 | 2 июня 2007      | «Миллениум», Кардифф, Уэльс                                       | Чехия                | 0:0  | —          | Отборочный матч чемпионата Европы по футболу 2006                 |
| 13 | 22 августа 2007  | «Лазур», Бургас, Болгария                                         | Болгария             | 1:0  | —          | Товарищеский матч                                                 |
| 14 | 8 сентября 2007  | «Миллениум», Кардифф, Уэльс                                       | Германия             | 0:2  | —          | Отборочный матч чемпионата Европы по футболу 2006                 |
| 15 | 12 сентября 2007 | Стадион Антона Малатинского, Трнава, Словакия                     | Словакия             | 5:2  | —          | Отборочный матч чемпионата Европы по футболу 2006                 |
| 16 | 13 октября 2007  | «Нео ГСП», Никосия, Кипр                                          | Кипр                 | 1:3  | —          | Отборочный матч чемпионата Европы по футболу 2006                 |
| 17 | 17 октября 2007  | Олимпийский стадион, Серравалле, Сан-Марино                       | Сан-Марино           | 2:1  | 1          | Отборочный матч чемпионата Европы по футболу 2006                 |
| 18 | 17 ноября 2007   | «Миллениум», Кардифф, Уэльс                                       | Ирландия             | 2:2  | —          | Отборочный матч чемпионата Европы по футболу 2006                 |
| 19 | 21 ноября 2007   | «Коммерцбанк-Арена», Франкфурт-на-Майне, Германия                 | Германия             | 0:0  | —          | Отборочный матч чемпионата Европы по футболу 2006                 |
| 20 | 6 февраля 2008   | «Рейскорс Граунд», Рексем, Англия                                 | Норвегия             | 3:0  | —          | Товарищеский матч                                                 |
| 21 | 28 мая 2008      | «Лаугардалсвёллур», Рейкьявик, Исландия                           | Исландия             | 1:0  | —          | Товарищеский матч                                                 |
| 22 | 1 июня 2008      | «Фейеноорд», Роттердам, Нидерланды                                | Нидерланды           | 0:2  | —          | Товарищеский матч                                                 |
| 23 | 6 сентября 2008  | «Миллениум», Кардифф, Уэльс                                       | Азербайджан          | 1:0  | —          | Отборочный матч чемпионата мира по футболу 2010                   |
| 24 | 10 сентября 2008 | «Локомотив», Москва, Россия                                       | Россия               | 1:2  | 1          | Отборочный матч чемпионата мира по футболу 2010                   |
| 25 | 11 февраля 2009  | «Комплексо Деспортиво», Ковильян, Португалия                      | Польша               | 0:1  | —          | Товарищеский матч                                                 |
| 26 | 28 марта 2009    | «Миллениум», Кардифф, Уэльс                                       | Финляндия            | 0:2  | —          | Отборочный матч чемпионата мира по футболу 2010                   |
| 27 | 1 апреля 2009    | «Миллениум», Кардифф, Уэльс                                       | Германия             | 0:2  | —          | Отборочный матч чемпионата мира по футболу 2010                   |
| 28 | 29 мая 2009      | «Парк Скарлетс», Лланелли, Уэльс                                  | Эстония              | 1:0  | —          | Товарищеский матч                                                 |
| 29 | 6 июня 2009      | Республиканский стадион имени Тофика Бахрамова, Баку, Азербайджан | Азербайджан          | 1:0  | —          | Отборочный матч чемпионата мира по футболу 2010                   |
| 30 | 12 августа 2009  | «Под Горицом», Подгорица, Черногория                              | Черногория           | 1:2  | —          | Товарищеский матч                                                 |
| 31 | 9 сентября 2009  | «Миллениум», Кардифф, Уэльс                                       | Россия               | 1:3  | —          | Отборочный матч чемпионата мира по футболу 2010                   |
| 32 | 14 ноября 2009   | «Кардифф Сити», Кардифф, Уэльс                                    | Шотландия            | 3:0  | —          | Товарищеский матч                                                 |
| 33 | 11 августа 2010  | «Парк Скарлетс», Лланелли, Уэльс                                  | Люксембург           | 5:1  | 1          | Товарищеский матч                                                 |
| 34 | 3 сентября 2010  | «Под Горицом», Подгорица, Черногория                              | Черногория           | 0:1  | —          | Отборочный матч чемпионата Европы по футболу 2012                 |
| 35 | 8 октября 2009   | «Кардифф Сити», Кардифф, Уэльс                                    | Болгария             | 0:1  | —          | Отборочный матч чемпионата Европы по футболу 2012                 |
| 36 | 8 февраля 2011   | «Авива», Дублин, Ирландия                                         | Ирландия             | 0:3  | —          | Кубок наций 2011                                                  |
| 37 | 26 марта 2011    | «Миллениум», Кардифф, Уэльс                                       | Англия               | 0:2  | —          | Отборочный матч чемпионата Европы по футболу 2012                 |
| 38 | 10 августа 2011  | «Кардифф Сити», Кардифф, Уэльс                                    | Австралия            | 1:2  | —          | Товарищеский матч                                                 |
| 39 | 2 сентября 2011  | «Кардифф Сити», Кардифф, Уэльс                                    | Черногория           | 2:1  | —          | Отборочный матч чемпионата Европы по футболу 2012                 |
| 40 | 6 сентября 2011  | «Уэмбли», Лондон, Англия                                          | Англия               | 0:1  | —          | Отборочный матч чемпионата Европы по футболу 2012                 |
| 41 | 29 февраля 2012  | «Кардифф Сити», Кардифф, Уэльс                                    | Коста-Рика           | 0:1  | —          | Товарищеский матч                                                 |
| 42 | 12 октября 2012  | «Кардифф Сити», Кардифф, Уэльс                                    | Шотландия            | 2:1  | —          | Отборочный матч чемпионата мира по футболу 2014                   |
| 43 | 16 октября 2012  | «Градски врт», Осиек, Хорватия                                    | Хорватия             | 0:2  | —          | Отборочный матч чемпионата мира по футболу 2014                   |
| 44 | 6 февраля 2013   | «Либерти», Суонси, Уэльс                                          | Австрия              | 2:1  | —          | Товарищеский матч                                                 |
| 45 | 22 марта 2013    | «Хэмпден Парк», Глазго, Шотландия                                 | Шотландия            | 2:1  | —          | Отборочный матч чемпионата мира по футболу 2014                   |
| 46 | 26 марта 2013    | «Либерти», Суонси, Уэльс                                          | Хорватия             | 1:2  | —          | Отборочный матч чемпионата мира по футболу 2014                   |
| 47 | 14 августа 2013  | «Кардифф Сити», Кардифф, Уэльс                                    | Ирландия             | 0:0  | —          | Товарищеский матч                                                 |
| 48 | 6 сентября 2013  | «Национальная арена Филипп II Македонский», Скопье, Македония     | Македония            | 1:2  | —          | Отборочный матч чемпионата мира по футболу 2014                   |
| 49 | 10 сентября 2013 | «Кардифф Сити», Кардифф, Уэльс                                    | Сербия               | 0:3  | —          | Отборочный матч чемпионата мира по футболу 2014                   |
| 50 | 16 ноября 2013   | «Кардифф Сити», Кардифф, Уэльс                                    | Финляндия            | 1:1  | —          | Товарищеский матч                                                 |
| 51 | 4 июня 2014      | «Амстердам-Арена», Амстердам, Нидерланды                          | Нидерланды           | 0:2  | —          | Товарищеский матч                                                 |
| 52 | 9 сентября 2014  | Национальный стадион, Андорра-ла-Велья, Андорра                   | Андорра              | 2:1  | —          | Отборочный матч чемпионата Европы по футболу 2016                 |
| 53 | 10 октября 2014  | «Кардифф Сити», Кардифф, Уэльс                                    | Босния и Герцеговина | 0:0  | —          | Отборочный матч чемпионата Европы по футболу 2016                 |
| 54 | 13 октября 2014  | «Кардифф Сити», Кардифф, Уэльс                                    | Кипр                 | 2:1  | —          | Отборочный матч чемпионата Европы по футболу 2016                 |
| 55 | 16 ноября 2014   | «Стадион короля Бодуэна», Брюссель, Бельгия                       | Бельгия              | 0:0  | —          | Отборочный матч чемпионата Европы по футболу 2016                 |
| 56 | 28 марта 2015    | «Самми Офер», Хайфа, Израиль                                      | Израиль              | 3:0  | —          | Отборочный матч чемпионата Европы по футболу 2016                 |
| 57 | 12 июня 2015     | «Кардифф Сити», Кардифф, Уэльс                                    | Бельгия              | 1:0  | —          | Отборочный матч чемпионата Европы по футболу 2016                 |
| 58 | 10 октября 2015  | «Билино Поле», Зеница, Босния и Герцеговина                       | Босния и Герцеговина | 0:2  | —          | Отборочный матч чемпионата Европы по футболу 2016                 |
| 59 | 13 ноября 2015   | «Кардифф Сити», Кардифф, Уэльс                                    | Нидерланды           | 2:3  | 1          | Товарищеский матч                                                 |
| 60 | 24 марта 2016    | «Кардифф Сити», Кардифф, Уэльс                                    | Северная Ирландия    | 1:1  | —          | Товарищеский матч                                                 |
| 61 | 28 марта 2016    | «Олимпийский», Киев, Украина                                      | Украина              | 0:1  | —          | Товарищеский матч                                                 |
| 62 | 11 июня 2016     | «Матмю Атлантик», Бордо, Франция                                  | Словакия             | 2:1  | —          | Чемпионат Европы по футболу 2016 (финальные игры, групповой этап) |
| 63 | 16 июня 2016     | «Боллар-Делелис», Ланс, Франция                                   | Англия               | 1:2  | —          | Чемпионат Европы по футболу 2016 (финальные игры, групповой этап) |
| 64 | 20 июня 2016     | Муниципальный стадион, Тулуза, Франция                            | Россия               | 3:0  | —          | Чемпионат Европы по футболу 2016 (финальные игры, групповой этап) |
| 65 | 25 июня 2016     | «Парк де Пренс», Париж, Франция                                   | Северная Ирландия    | 1:0  | —          | Чемпионат Европы по футболу 2016 (финальные игры, 1/8 финала)     |

Итого: 65 матчей / 4 гола; 24 победы, 11 ничьих, 30 поражений.
(откорректировано по состоянию на 25 июня 2016)

### Сводная статистика игр/голов за сборную
| Сборная          | Год              | Отборочные матчи ЧМ | Отборочные матчи ЧМ | Финальные матчи ЧМ | Финальные матчи ЧМ | Отборочные матчи ЧЕ | Отборочные матчи ЧЕ | Финальные матчи ЧЕ | Финальные матчи ЧЕ | Кубок наций | Кубок наций | Товарищеские матчи | Товарищеские матчи | Итого | Итого |
| Сборная          | Год              | Игры                | Голы                | Игры               | Голы               | Игры                | Голы                | Игры               | Голы               | Игры        | Голы        | Игры               | Голы               | Игры  | Голы  |
| ---------------- | ---------------- | ------------------- | ------------------- | ------------------ | ------------------ | ------------------- | ------------------- | ------------------ | ------------------ | ----------- | ----------- | ------------------ | ------------------ | ----- | ----- |
| Уэльс            | 2005             | —                   | —                   | —                  | —                  | —                   | —                   | —                  | —                  | —           | —           | 1                  | 0                  | 1     | 0     |
| Уэльс            | 2006             | —                   | —                   | —                  | —                  | 3                   | 0                   | —                  | —                  | —           | —           | 5                  | 0                  | 8     | 0     |
| Уэльс            | 2007             | —                   | —                   | —                  | —                  | 8                   | 1                   | —                  | —                  | —           | —           | 2                  | 0                  | 10    | 1     |
| Уэльс            | 2008             | 2                   | 1                   | —                  | —                  | —                   | —                   | —                  | —                  | —           | —           | 3                  | 0                  | 5     | 1     |
| Уэльс            | 2009             | 4                   | 0                   | —                  | —                  | —                   | —                   | —                  | —                  | —           | —           | 4                  | 0                  | 8     | 0     |
| Уэльс            | 2010             | —                   | —                   | —                  | —                  | 2                   | 0                   | —                  | —                  | —           | —           | 1                  | 1                  | 3     | 1     |
| Уэльс            | 2011             | —                   | —                   | —                  | —                  | 3                   | 0                   | —                  | —                  | 1           | 0           | 1                  | 0                  | 5     | 0     |
| Уэльс            | 2012             | 2                   | 0                   | —                  | —                  | —                   | —                   | —                  | —                  | —           | —           | 1                  | 0                  | 3     | 0     |
| Уэльс            | 2013             | 4                   | 0                   | —                  | —                  | —                   | —                   | —                  | —                  | —           | —           | 3                  | 0                  | 7     | 0     |
| Уэльс            | 2014             | —                   | —                   | —                  | —                  | 4                   | 0                   | —                  | —                  | —           | —           | 1                  | 0                  | 5     | 0     |
| Уэльс            | 2015             | —                   | —                   | —                  | —                  | 3                   | 0                   | —                  | —                  | —           | —           | 1                  | 1                  | 4     | 1     |
| Уэльс            | 2016             | —                   | —                   | —                  | —                  | —                   | —                   | 4                  | 0                  | —           | —           | 2                  | 0                  | 6     | 0     |
| Всего за карьеру | Всего за карьеру | 12                  | 1                   | 0                  | 0                  | 23                  | 1                   | 4                  | 0                  | 1           | 0           | 25                 | 2                  | 65    | 4     |

(откорректировано по состоянию на 26 июня 2016)

## Достижения

### Командные
«Кардифф Сити»
- Финалист Кубка Англии: 2007/08

«Селтик»
- Чемпион Шотландии (3): 2011/12, 2012/13, 2013/14
- Обладатель Кубка Шотландии (2): 2010/11, 2012/13
- Финалист Кубка шотландской лиги (2): 2010/11, 2011/12

Сборная Уэльса
- Бронзовый призёр Кубка наций: 2011
- Бронзовый призёр Чемпионата Европы: 2016

### Личные
- Игрок месяца в Чемпионшипе: январь 2009
- Лучший клубный игрок года Уэльса (2): 2007, 2008[55][56]
- Символическая сборная Чемпионшипа: 2008/09